# Corotocini
Corotocini (лат.) — триба термитофильных коротконадкрылых жуков из подсемейства Aleocharinae. Пантропическая группа, включающая 67 родов и около 200 видов. Образуют тесную симбиотическую связь с термитами подсемейства Nasutitermitinae.

## Описание
Мелкие термитофильные коротконадкрылые жуки, имеющие характерный внешний вид, сходный с личинками термитов. Задняя часть туловища сильно вздута (физогастрия), а переднеспинка и надкрылья редуцированы. Надкрылья выдвинуты вперед вздувшейся задней частью тела так, что они стоят почти вертикально. У некоторых видов также есть колбасовидные выросты на задней части тела, которые имитируют усики и ноги термитов (задняя часть тела напоминает голову термита). Ментум и субментум слитные (шов отсутствует). Впадины средних тазиков свободные; задние тазики треугольные. 11-й антенномер с парой целоконических сенсилл. Формула лапок 5-5-5 (у некоторых групп 4-4-4). Специализированные облигатные симбионты определённых видов термитов подсемейства Nasutitermitinae.

## Систематика
Триба Corotocini включает 67 родов и около 200 видов, потенциально до 3500 видов
- Триба Corotocini Fenyes, 1918[4]
  - Подтриба Abrotelina Seevers, 1957
    - Abroteles Casey, 1889
    - Termitophya Wasmann, 1902

  - Подтриба Corotocina Fenyes, 1918
    - Austrospirachtha Watson, 1973
    - Cavifronexus Zilberman, 2020[5]
    - Coatonachthodes Kistner, 1968
    - Corotoca Schiødte, 1847[6][7]
    - Eburniola Mann, 1923
    - Fulleroxenus Kistner, 1970
    - Nasutimimus Kistner, 1968
    - Nasutiptochus Jacobson & Pasteels, 1992
    - Neoguinella Pasteels & Jacobson, 1984
    - Nigriphilus Jacobson, Kistner & Pasteels, 1986
    - Oideprosoma Silvestri, 1920
    - Spirachtha Schiödte, 1853
    - Spirachthodes Seevers, 1960
    - Termitomimus Trägårdh, 1907
    - Termitoptocinus Silvestri, 1915
    - Termitopula Seevers, 1965
    - Termitopullus Reichensperger, 1922 (= Termitoscapha Bernhauer, 1938
    - Thyreoxenus Mann, 1923
    - Tumulipcinus Jacobson & Kistner, 1999

  - Подтриба Eburniogastrina Jacobson & Al., 1986
    - Eburniogaster Seevers, 1938
    - Termitonidia Seevers, 1938

  - Подтриба Nasutitellina Jacobson & Al., 1986
    - Nasutitella Pasteels, 1967

  - Подтриба Sphuridaethina Pace, 1988
    - Sphuridaethes Pace, 1988

  - Подтриба Termitocharina Seevers, 1957
    - Termitochara Wasmann, 1893

  - Подтриба Termitocupidina Jacobson & Al., 1986
    - Termitocupidus Jacobson & Al., 1986

  - Подтриба Termitogastrina Bernhauer & Scheerpeltz, 1926
    - Idiogaster Wasmann, 1912 (= Termitotima Wasmann, 1916)
    - Idioptochus Seevers, 1957
    - Leucoptochus Kistner, 1973
    - Melanoptochus Kistner, 1973
    - Millotoca Paulian, 1948
    - Neotermitogaster Seevers, 1939
    - Rhadinoxenus Kistner, 1975
    - Termella Pasteels, 1967
    - Termitella Wasmann, 1911 (= Termitissa Reichensperger, 1922)
    - Termitellodes Seevers, 1957
    - Termitogaster Casey, 1889
    - Termitoides Seevers, 1939
    - Termitomorpha Wasmann, 1894 (= Thaxteria Fenyes, 1921; = Termitosomus Seevers, 1939)
    - Termitonasus Borgmeier, 1959
    - Termitosyne Seevers, 1957
    - Termitosynodes Seevers, 1957
    - Trachopeplus Man, 1923
    - Xenogaster Wasmann, 1891
    - Xenopelta Mann, 1923 (= Ceratoxenus Mann, 1923)

  - Подтриба Termitoiceina Jacobson Er Al., 1986
    - Fonsechellus Silvestri, 1946
    - Mormellus Silvestri, 1946
    - Oecidiophilus Silvestri, 1946
    - Parvidolum Silvestri, 1946
    - Perlinctus Silvestri, 1946
    - Termitoiceus Silvestri, 1901

  - Подтриба Termitopithina Jacobson Er Al., 1986
    - Termitopithus Seevers, 1957

  - Подтриба Termitoptochina Fenyes, 1921[8]
    - Affinoptochus Kemner, 1925
    - Australoptochus Kistner, 1985
    - Eutermitoptochus Silvestri, 1921
    - Hospitaliptochus Jacobson, Kistner & Pasteels, 1986
    - Lacessiptochus Jacobson, Kistner & Pasteels, 1986
    - Paracorotoca Warren, 1920
    - Termitoptochus Silvestri, 1911

  - Подтриба Timeparthenina Fenyes, 1921[8]
    - Ptocholellus Silvestri, 1946
    - Reginamimus Kistner, 2000
    - Termitozophilus Silvestri, 1901 (=Corymbogaster Mann, 1923)[9]
    - Termituncula Borgmeier, 1950
    - Timeparthenus Silvestri, 1901

  - Incertae sedis
    - Termitosius Silvestri, 1901
    - Termitosuga Kemner, 1927